# Сумісність в астрології
Астрологічна сумісність — один з підходів до визначення сумісності людей на підставі інформації про те, як вони взаємодіють на психологічному, фізичному, інтелектуальному і подієвому рівні. Для розрахунку астрологічної сумісності використовуються різні методи, включаючи синастрію, композит, серединну карту, аналіз окремих гороскопів без їх накладення один на одного.
Сучасна наука заперечує астрологічні методики, заявляючи щодо їх псевдонауковості. Вчені відносять астрологію до магічних ворожильних практик, які засновані на концепціях, несумісних з наукою.

## Методи розрахунку сумісності
Найстарішим, класичним методом розрахунку сумісності прийнято вважати синастрію (від грецького syn «разом» і astron «зірка»). У цьому методі два гороскопу накладаються один на одне, після чого розглядається взаємодія всіх їх елементів: планет, будинків, кармічних і фіктивних точок. Якщо потрібно дізнатися сумісність по якомусь одному параметру, розглядаються не всі елементи, а тільки ті, які відносяться до теми, що цікавить.
Сумісність по знаках Зодіаку - це окремий випадок синастрії. У ній аналізується стан Сонця кожного із суб'єктів взаємодії в знаку Зодіаку. Сонце символізує сутність суб'єкта, тому астрологи для характеристики Сонця використовують терміни «характер» і «найважливіша сфера життя». Прийнято вважати, що положення Сонця в знаку описує характер людини, а його положення в Будинку гороскопу вказує на найважливішу сферу життя. Положення Сонця в знаку Зодіаку - це і є те, що в просторіччі називається «знак Зодіаку людини». Виходить, що сумісність за знаком Зодіаку - це інформація про те, як взаємодіють між собою люди з різними характерами.
Для визначення сумісності за знаком Зодіаку використовується психологічний і астрологічний підходи.

## Психологічний підхід
Щоб отримати висновок з точки зору психології, враховують ключові риси кожного знаку Зодіаку.
- Овен — сміливий, наполегливий, егоцентричний
- Телець — терплячий, орієнтований на матеріальний світ, не любить змін
- Близнюки — рухливі, контактні, різнобічні
- Рак — чуйний, обережний, примхливий
- Лев — яскравий, драматичний, гордий
- Діва — працьовита, дріб'язкова, любить критикувати
- Терези — хиткі, схильні до взаємодії, чарівні
- Скорпіон — сильний, злоам'ятний, контролюючий
- Стрілець — життєрадісний, самовпевнений, авторитарний
- Козеріг — педантичний, цілеспрямований, консервативний
- Водолій — доброзичливий, своєрідний, волелюбний
- Риби — милосердні, замріяні, непрактичні

На підставі елементарних навичок життєвої психології можна зробити висновок про те, як ладнають між собою люди різних знаків Зодіаку. Наприклад, Скорпіону, який любить тримати все під жорстким контролем, буде складно знайти мову з волелюбним Водолієм, але легко з консервативним і не схильним до ескападам Козерогом. Водолію, в свою чергу, буде легко взаємодіяти з рухомими і допитливими Близнюками.

## Астрологічний підхід
Астрологічний підхід враховує, в якому аспекті знаходяться знаки Зодіаку.

### 120 градусів Зодіакального кола
Оптимальною прийнято вважати сумісність знаків в аспекті тригон - між ними 120 градусів Зодіакального кола. На думку астрологів, люди цих знаків гармонійно взаємодіють один з одним, мають схожі характерами і без зусиль ладнають між собою. Це:
Овен, Лев, Стрілець
Телець, Діва, Козеріг
Близнюки, Терези, Водолій
Рак, Скорпіон, Риби

### 60 градусів Зодіакального кола
Непоганою вважається також сумісність знаків в аспекті секстіль - 60 градусів Зодіакального кола. Вважається, що такі люди відчувають взаємний інтерес і доповнюють один одного, незважаючи на різні характери. Це:
Овен - Близнюки і Водолій
Телець - Рак і Риби
Близнюки - Лев і Овен
Рак - Діва і Телець
Лев - Терези і Близнюки
Діва - Скорпіон і Рак
Терези - Стрілець і Лев
Скорпіон - Козеріг і Діва
Стрілець - Водолій і Терези
Козеріг - Риби і Скорпіон
Водолій - Овен і Стрілець
Риби - Телець і Козеріг

### 90 градусів Зодіакального кола
Астрологи зазначають напружену сумісність знаків в аспекті квадрат - 90 градусів Зодіакального кола. Спостереження говорять, що цих людей тягне один до одного, між ними складаються пристрасні, повні сварок і примирень, часто конфліктні відносини. Це:
Овен, Терези - Рак, Козеріг
Телець, Скорпіон - Лев, Водолій
Близнюки, Стрілець - Діва, Риби

### 180 градусів Зодіакального кола
Протилежними характерами мають знаки, що знаходяться в аспекті опозиції - 180 градусів Зодіакального кола. Зазвичай вони не знаходять спільної мови, але іноді утворюють міцну пару за принципом «протилежності притягуються» і відмінно доповнюють один одного. Це:
Овен - Терези
Телець - Скорпіон
Близнюки - Стрілець
Рак - Козеріг
Лев - Водолій
Діва - Риби

### 30 і 150 градусів Зодіакального кола
Люди сусідніх знаків (30 градусів) і знаки в аспекті квіконс (150 градусів), на думку астрологів, «не помічають» один одного. У них слабкий інтерес один до одного. Але так як це відстань гармонійних аспектів, астрологи радять таким людям краще придивитися один до одного. Тоді вони побачать в партнері масу достоїнств. Це:
Овен - Телець, Риби, Діва, Скорпіон
Телець - Овен, Близнюки, Терези, Стрілець
Близнюки - Телець, Рак, Скорпіон, Козеріг
Рак - Близнюки, Лев, Стрілець, Водолій
Лев - Рак, Діва, Козеріг, Риби
Діва - Лев, Терези, Водолій, Овен
Терези - Діва, Скорпіон, Риби, Телець
Скорпіон - Терези, Стрілець, Овен, Близнюки
Стрілець - Скорпіон, Козеріг, Телець, Рак
Козеріг - Стрілець, Водолій, Близнюки, Лев
Водолій - Козеріг, Риби, Рак, Діва
Риби - Водолій, Овен, Лев, Терези
Підхід до сумісності за знаком Зодіаку може використовуватися для різних пар, незалежно від того, ким ці люди доводяться один одному: для закоханої пари, пари батько-дитина, пари співробітник-керівник та інше. Астрологи використовують сумісність за знаком Зодіаку для того, щоб оцінити успішність взаємодії двох людей і дати рекомендації по гармонізації цієї взаємодії.